# Карлос Паче
Хосе Карлос Паче (на португалски: José Carlos Pace) (роден на 6 октомври 1944 г., починал на 18 март 1977 г.) е бивш бразилски пилот от Формула 1. Участва в 73 състезания във Формула 1, дебютирайки на 4 март 1972 г. Печели 1 състезание, 6 пъти се качва на подиума. Считан за голям бразилски талант, добър приятел с Емерсон Фитипалди, който също кара във Формула 1 по това време. Загива в самолетна катастрофа в началото на 1977 г. Пистата, на която се провежда Голяма награда на Бразилия, носи неговото име – Autódromo José Carlos Pace. Бърни Екълстоун, собственик на Брабам, където се състезава Паче преди да загине, дава висока оценка за него, казвайки, че ако не бе загинал, никога нямало да наеме световния шампион Ники Лауда. Паче е погребан в Сао Паоло.